# Jan Kodeš
Jan Kodeš (ur. 1 marca 1946 w Pradze) – czechosłowacki tenisista, zwycięzca French Open 1970, French Open 1971 i Wimbledonu 1973 w grze pojedynczej, reprezentant w Pucharze Davisa.
Tenisistą zawodowym był także jego syn, Jan Kodeš Jr.

## Kariera tenisowa
Kodeš wygrał trzy turnieje wielkoszlemowe w grze pojedynczej. Zwyciężył we French Open w 1970 roku (pokonał w finale Željko Franulovicia) i 1971 roku (pokonał w finale Ilie Năstase). Ponadto wygrał Wimbledon w 1973 roku, po końcowym triumfie nad Aleksandrem Metrewelim.
Dwukrotnie dochodził do finału na US Open. W 1971 roku wyeliminował w 1 rundzie najwyżej rozstawionego Johna Newcombe, ponadto w półfinale pokonał Arthura Ashe. W finale nie sprostał Stanowi Smithowi. W 1973 roku Kodeš ponownie grał w finale na US Open, tym razem lepszy okazał się Newcombe (po pięciosetowym meczu).
W 1977 roku dotarł ponadto do finału gry podwójnej na French Open.
W ciągu kariery, oprócz turniejów wielkoszlemowych, wygrał 6 mniejszych imprez singlowych i 17 deblowych. W 1971 i 1973 roku był klasyfikowany w czołowej dziesiątce rankingu światowego, w tym jako nr 5. w 1973 roku. Czterokrotnie zdobywał mistrzostwo Czechosłowacji w singlu (1966, 1967, 1969, 1972), był także pięciokrotnie wicemistrzem w deblu (1966, 1969, 1970, 1972, 1979).
W latach 1966–1980 reprezentował barwy Czechosłowacji w Pucharze Davisa. Miał swój udział (jako deblista) w końcowym sukcesie Czechosłowacji w 1980 roku (najwięcej punktów dla reprezentacji zdobył w 1980 Ivan Lendl). Po zakończeniu kariery zawodniczej pozostał przy reprezentacji jako jej trener oraz kapitan.
W 1990 roku Kodeš został wpisany do Międzynarodowej Tenisowej Galerii Sławy.

### Finały w turniejach wielkoszlemowych

#### Gra pojedyncza (3–2)
| Końcowy wynik | Nr | Data             | Turniej            | Nawierzchnia | Przeciwnik           | Wynik finału            |
| ------------- | -- | ---------------- | ------------------ | ------------ | -------------------- | ----------------------- |
| Zwycięzca     | 1. | 7 czerwca 1970   | French Open, Paryż | Ceglana      | Željko Franulović    | 6:2, 6:4, 6:0           |
| Zwycięzca     | 2. | 6 czerwca 1971   | French Open, Paryż | Ceglana      | Ilie Năstase         | 8:6, 6:2, 2:6, 7:5      |
| Finalista     | 1. | 12 września 1971 | US Open, Nowy Jork | Trawiasta    | Stan Smith           | 6:3, 3:6, 2:6, 6:7      |
| Zwycięzca     | 3. | 8 lipca 1973     | Wimbledon, Londyn  | Ceglana      | Aleksandre Metreweli | 6:1, 9:8(5), 6:3        |
| Finalista     | 2. | 9 września 1973  | US Open, Nowy Jork | Trawiasta    | John Newcombe        | 4:6, 6:1, 6:4, 2:6, 3:6 |

#### Gra podwójna (0–1)
| Końcowy wynik | Nr | Data           | Turniej            | Nawierzchnia | Partner        | Przeciwnicy                  | Wynik finału       |
| ------------- | -- | -------------- | ------------------ | ------------ | -------------- | ---------------------------- | ------------------ |
| Finalista     | 1. | 5 czerwca 1977 | French Open, Paryż | Ceglana      | Wojciech Fibak | Brian Gottfried Raúl Ramírez | 6:7, 6:4, 3:6, 4:6 |